# Silence whispers
「Silence whispers」（サイレンス・ウィスパーズ）は、avex traxから2006年8月30日に発売されたTRF27枚目のシングル。

## 解説
読売テレビ系アニメ『ブラック・ジャック21』エンディングテーマ。LIVE DVD「Lif-e-Motions TOUR 2006」と同時発売。前作「Where to begin」に続き、CD+DVDとCDの2形態発売で、ジャケットも異なる。とあるイベントでメンバーのDJ KOOは｢ジャケットで被った帽子の被り方は主人公ブラック・ジャックをイメージして被った｣と語っている。

## 収録曲

### CD
1. Silence whispers
作詞：嶋田幸子　作曲・編曲：宮永治郎
2. GOING 2 DANCE '06
作詞・作曲・編曲:小室哲哉
デビュー曲の2006年ヴァージョン。
3. Silence whispers -MUZIK-CHANNEL MIX-
4. Silence whispers -MIZ TRANCE MIX-
5. Silence whispers -BackTrack-
6. GOING 2 DANCE '06 -BackTrack-

### DVD
1. Silence whispers -Music Clip-
2. Life signs again -Music Clip-

## 収録アルバム
Silence whispers
- 『TRF 15th Anniversary BEST -MEMORIES-』
- 『TRF 20TH Anniversary COMPLETE SINGLE BEST』